# Jon Rogawski
Jon Rogawski właściwie Jonathan D. Rogawski (ur. 1955, zm. 27 września 2011 – amerykański matematyk, profesor Uniwersytetu Kalifornijskiego w Los Angeles. Autor książek matematycznych, m.in. Wielozmienny rachunek różniczkowy (2008).